# Carrancas
Carrancas è un comune del Brasile nello Stato del Minas Gerais, parte della mesoregione di Campo das Vertentes e della microregione di Lavras.
Scoperta nel 1718 da Joao de Toledo Piza Castelhanos e suo fratello Padre Lourenco de Toledo Taques e altri familiari. Nel 1720 fu costruita la chiesa Matriz e al villaggio fu dato il nome di Nostra Signora del Rio Grande. Il pittore Mestre Joaquim Josè da Navidade contribuì alle pitture che sono nella navata sopra il tabernacolo. La popolazione è, nel 2017, di circa 4000 persone (fonte Prefeitura de Carrancas)
TERRITORIO
La topografia di Carrancas indica delle irregolarità nel territorio, con altipiani e valli. È il territorio in cui è concentrata la maggior parte delle acque dolci, escludendo lo Stato dell'Amazzonia. Il clima tropicale umido varia dal freddo-umido a semi-arido. Questi fattori determinano un'abbondante fauna e flora.
TURISMO
Carrancas è una cittadina tranquilla che sta tornando ad essere un attrattivo polo turistico. Ciò è dovuto alle numerose cascate, fiumiciattoli e grotte presenti nel suo territorio. Il suo territorio, per la particolare bellezza, è usato da quasi ventanni come set e location delle più famose Telenovelle brasiliane trasmesse da Rete Globo. È la meta preferita dagli abitanti di Rio de Janeiro e San Paolo, che fuggono dal caos della loro città per rilassarsi e riposarsi il fine settimana o quando vanno in pensione. La vita in questa città è ancora accessibile. I prezzi contenuti rispetto alle grandi città e la tranquillità assicurata. Numerosi ristoranti accolgono i turisti, così come i negozietti di artigianato locale. Il liquore tipico è la Cachaca.
Il complesso ecologico nell'area protetta dalla Fondazione della Biodiversità si trova nel Ecotono Mata Atlantica/Cerrado, e vi sono circa 70 cascate solo in Carrancas. Tra i fiumi più importanti vi è il Rio Capivari.
In Carrancas passa anche l'antica via dell'oro (Rua de Ouro o Camino Real). Una via ancora sterrata che attraversa il territorio, e da dove passavano i carichi di materiali preziosi destinati al Portogallo.